# Strictly Confidential
Strictly Confidential es una película de suspenso estadounidense de 2024 dirigida y escrita por Damian Hurley en su debut como director y protagonizada por Elizabeth Hurley, Georgia Lock, Lauren McQueen, Freddie Thorp, Genevieve Gaunt, Pear Chiravara, Llyrio Boateng y Max Parker. La película se estrenó en los Estados Unidos el 5 de abril de 2024 y recibió  críticas generalmente negativas.

## Sinopsis
En el aniversario del suicidio de su mejor amiga, Mia acude a su casa ubicada en el Caribe luego de aceptar una invitación. Mia descubre que cada miembro de la familia guarda un secreto durante su estancia. Al enterarse de esto, Mia intenta averiguar qué pasó con su mejor amiga.

## Reparto
- Elizabeth Hurley como Lily
- Georgia Lock como Mia
- Lauren McQueen como Rebecca
- Freddie Thorp como James
- Genevieve Gaunt como Jemma
- Pera Chiravara como Natasha
- Llyrio Boateng como Sebastian
- Max Parker como Will

## Producción
MSR Media produjo la película. La producción de la película comenzó a finales de 2022 en San Cristóbal y Nieves y finalizó en diciembre del mismo año. El 28 de febrero de 2024, Lionsgate lanzó el tráiler de Strictly Confidential.

## Estreno
Strictly Confidential se estrenó en los Estados Unidos el 5 de abril de 2024, con un estreno limitado en cines.